# Edward Novick
Edward „Ed“ Novick ist ein Tontechniker, der seit Beginn seiner Karriere Anfang der 1980er Jahre an mehr als 80 Film- und Fernsehproduktionen beteiligt war. Bei der Oscarverleihung 2011 wurde er für seine Arbeit bei Inception mit einem Oscar in der Kategorie Bester Ton ausgezeichnet. Dieser Film brachte ihm auch einen British Academy Film Award in der Kategorie Bester Ton ein. 2009 wurde er für The Dark Knight für einen weiteren Oscar und einen weiteren British Academy Film Award nominiert. Er wurde zudem noch für zwei weitere Oscars und einen Emmy nominiert.

## Filmografie (Auswahl)
- 1982: Plainson
- 1982: Liquid Sky
- 1984: Der Exterminator – 2. Teil (Exterminator 2)
- 1984: Comedienne (Dokumentarfilm)
- 1984: Girls Wanna Have Fun
- 1984: CBS Schoolbreak Special (Fernsehserie)
- 1985: Acts of Violence (Dokumentar-Fernsehfilm)
- 1985: Frontline (Dokumentar-Fernsehserie)
- 1985: Ozawa (Dokumentar-Fernsehfilm)
- 1986: 52 Pick-Up
- 1986: Teuflische Klasse (Dangerously Close)
- 1987: Kids Like These (Fernsehfilm)
- 1987: Masters of the Universe
- 1987: Vietnam War Story (Fernsehserie)
- 1988: Tales from the Hollywood Hills: Closed Set (Fernsehfilm)
- 1988: Shag – More Dancing (Shag)
- 1989: Big Time
- 1989: Twister – Keine ganz normale Familie (Twister)
- 1989: Zwei Cheyenne auf dem Highway (Powwow Highway)
- 1990: Mr. & Mrs. Bridge
- 1990: Zeichen und Wunder (Waiting for the Light)
- 1991: Ricochet – Der Aufprall (Ricochet)
- 1991: Fast Food Family (Don’t Tell Mom the Babysitter’s Dead)
- 1991: Der Fiesling (Hi Honey – I'm Dead, Fernsehfilm)
- 1991: Gleichheit kennt keine Farbe (Separate But Equal, Fernsehfilm)
- 1992: Mighty Ducks – Das Superteam (The Mighty Ducks)
- 1992: My New Gun
- 1992: …und sie spielten mit dem Leben (Crossing the Bridge)
- 1993: Indian Summer – Eine wilde Woche unter Freunden (Indian Summer)
- 1993: Colors of Crime (Sketch Artist, Fernsehfilm)
- 1993: Space Rangers (Fernsehserie)
- 1994: Eiskalt und gefährlich (Confessions of a Sorority Girl, Fernsehfilm)
- 1994: Angie
- 1996: Tödliche Verschwörung (The Rich Man’s Wife)
- 1996: The Crow – Die Rache der Krähe (The Crow: City of Angels)
- 1997: The Unspeakable (Fernsehfilm)
- 1997: Die Hochzeit meines besten Freundes (My Best Friend’s Wedding)
- 1997: In Sachen Liebe (Addicted To Love)
- 1998: Ein einfacher Plan (A Simple Plan)
- 1998: Poodle Springs (Fernsehfilm)
- 1998: Dennis – Widerstand zwecklos (Dennis the Menace Strikes Again!, Video/DVD)
- 1999: Aus Liebe zum Spiel (For Love of the Game)
- 1999: Eine wie keine (She’s All That)
- 2000: The Gift – Die dunkle Gabe (The Gift)
- 2000: Ready to Rumble
- 2000: Der Fall Mona (Drowning Mona)
- 2001: Scenes of the Crime
- 2001: Mulholland Drive – Straße der Finsternis (Mulholland Drive)
- 2002: Spider-Man
- 2003: Irgendwann in Mexico (Once Upon a Time in Mexico)
- 2003: Chasing Papi
- 2003: The Shape of Things
- 2003–2004: The District – Einsatz in Washington (The District, Fernsehserie)
- 2004: Tid til forandring
- 2004: Black Cloud
- 2004: Alice Paul – Der Weg ins Licht (Iron Jawed Angels, Fernsehfilm)
- 2004: Girls United Again (Bring It On Again, Video/DVD)
- 2005: Surface – Unheimliche Tiefe (Surface, Fernsehserie)
- 2005: Die Abenteuer von Sharkboy und Lavagirl in 3-D (The Adventures of Sharkboy and Lavagirl in 3-D)
- 2006: Ghost Whisperer – Stimmen aus dem Jenseits (Ghost Whisperer, Fernsehserie)
- 2006: Prestige – Die Meister der Magie (The Prestige)
- 2006: Namesake – Zwei Welten, eine Reise (The Namesake)
- 2007: Balls of Fury
- 2007: Independent Lens (Dokumentar-Fernsehserie)
- 2008: The Dark Knight
- 2008: Keith
- 2009: FlashForward (Fernsehserie)
- 2009: Public Enemies
- 2010: Inception
- 2010: Kiss & Kill (Killers)
- 2011: In Time – Deine Zeit läuft ab (In Time)
- 2011: Die Kunst zu gewinnen – Moneyball (Moneyball)
- 2011: Alles in Butter (Butter)
- 2012: Long Distance Revolutionary: A Journey with Mumia Abu-Jamal (Dokumentarfilm)
- 2012: Life of Pi: Schiffbruch mit Tiger (Life of Pi)
- 2012: The Dark Knight Rises
- 2014: St. Vincent
- 2014: The Amazing Spider-Man 2: Rise of Electro (The Amazing Spider-Man 2)
- 2014: Paranormal Activity: Die Gezeichneten (Paranormal Activity: The Marked Ones)
- 2015: Southpaw
- 2015: The Messengers (Fernsehserie)
- 2014: In Residence: Ray Kappe, Los Angeles, California (Dokumentar-Kurzfilm)

## Auszeichnungen (Auswahl)
- 1991: Emmy-Nominierung für Gleichheit kennt keine Farbe (Teil 1, zusammen mit Gary Alexander, Adam Jenkins und Dennis Kirk)[1]
- 2003: Oscar-Nominierung in der Kategorie Bester Ton für Spider-Man (zusammen mit Kevin O’Connell und Greg P. Russell)[2]
- 2009: Oscar-Nominierung in der Kategorie Bester Ton für The Dark Knight (zusammen mit Lora Hirschberg und Gary Rizzo)[3]
- 2009: British-Academy-Film-Award-Nominierung in der Kategorie Bester Ton für The Dark Knight (zusammen mit Lora Hirschberg, Richard King und Gary Rizzo)[4]
- 2011: Oscar in der Kategorie Bester Ton für Inception (zusammen mit Lora Hirschberg und Gary Rizzo)[5]
- 2011: British Academy Film Award in der Kategorie Bester Ton für Inception (zusammen mit Richard King, Lora Hirschberg und Gary Rizzo)[6]
- 2012: Oscar-Nominierung in der Kategorie Bester Ton für Die Kunst zu gewinnen – Moneyball (zusammen mit Deb Adair, Ron Bochar und David Giammarco)[7]